# Тем (народ)
Тем (другие названия: темба, тим, тиму) — крупный народ в Западной Африке, проживающий преимущественно на территориях Того, Бенина и Ганы. По данным этнологов, на конец XX века численность народа составляла приблизительно 1,2 млн человек.

## Язык
Говорят на языке тем, который принадлежит к нигеро-кордофанской языковой семье. Возможны другие наименования для этого языка: котоколи, тиму. Во второй половине XX века у тем появилась письменность. Алфавит — видоизменённый латинский.

## История
Раннюю историю тем проследить достаточно сложно. Известно, что ныне занимаемые территории они заняли в середине XIX века после переселения с южных земель современных Нигера и Буркина-Фасо. В то же время предприняли попытку создания государственного образования

## Религия
Основная часть населения является исповедниками ислама суннитского толка . Также значительное число тем- приверженцы христианства (протестанты-пятидесятники и католики). Сильны традиционные верования, основанные на культе предков и одушевление сил природы. Межконфессиональная обстановка достаточно спокойная.

## Социальная организация
Тем живут традиционными деревенскими общинами, которые состоят из крупных семей. Характерны патрилокальные брачные поселения. Распространены сорорат и левират.

## Хозяйство и быт

### Основные занятия
Сельское хозяйство является основным направлением деятельности тем. Земледелие тропическое переложное. Уровень обработки отличается в зависимости от района: небольшой части земель характерна высокая развитость ирригационных систем и севооборота, однако в основном преобладает примитивный способ ведения хозяйства с использованием мотыги или палки с железным наконечником. Среди сельскохозяйственных культур распространены просо, арахис, фасоль, рис, ямс. Занимаются разведением верблюдов и лошадей. Среди ремёсел выделяются плетение из пальмовых листьев, чеканка, большое число тем зарабатывают себе на жизнь ткачеством. Наблюдается отток части населения на заработки в южные районы Того.

### Жильё
Селения преимущественно небольшие. Хижины окружены оградой. Жилище тем представляет собой помещение, состоящее из отдельной комнаты главы семьи и комнат его жён и детей. Крыши квадратных по форме домов обычно кроются соломой

### Одежда
Мужчины традиционно одеваются в бубу белого цвета, на голове носят чалму. Женская часть населения закутывается с головой в ткань.

### Пища
В рацион тем входит большое количество овощей и зелени. Просо служит продуктом, из которого готовят различные каши. Изготовляют пиво из проса.

## Культура
Первоочередную роль в развитии культурных особенностей народа играет ислам. Большая часть праздников имеет религиозный характер. Широко отмечается праздник урожая. Богат устный (сказки, басни) и музыкальный фольклор.